# گوی گلیکوژن
گوی گلیکوژن یا جسم گلیکوژن (به انگلیسی: Glycogen body) یک ساختار بیضی شکل در نخاع پرندگان است که از سلول‌های تخصصی که حاوی مقادیر زیادی گلیکوژن هستند ساخته شده است. کارکرد این ساختار که در داخل استخوان هم‌خاجی قرار دارد مشخص نیست، اما به نظر نمی‌رسد که با کارکرد طبیعی گلیکوژن در جانوران، که ذخیرهٔ انرژی است، مرتبط باشد. گوی گلیکوژن ممکن است در برخی از دایناسورهای غیرپرنده نیز وجود داشته باشد و احتمالاً توضیحی برای ساختاری است که زمانی تصور می‌شد «مغز دوم» در جانورانی مانند استگوزاروس باشد.